# Amsterdam-Centrum
Amsterdam Centrum è un quartiere del comune di Amsterdam. Ha una popolazione di 81.110 persone e si estende su 8.04 km². Confina a nord con Amsterdam-Noord, a sud-est con Amsterdam-Oost, a sud con Amsterdam-Zuid e ad ovest con Amsterdam-West.
Dal 1º gennaio 2005 forma lo stadsdeel di Amsterdam-Centrum.

## Quartieri nello stadsdeel centrale
| Immagine | Nome                    | Mappa |
| -------- | ----------------------- | ----- |
|          | Burgwallen Oude Zijde   |       |
|          | Burgwallen Nieuwe Zijde |       |
|          | Grachtengordel          |       |
|          | Nieuwmarkt              |       |
|          | Nieuwmarktbuurt         |       |
|          | Westelijke Eilanden     |       |
|          | Haarlemmerbuurt         |       |
|          | Jordaan                 |       |
|          | Weteringschans          |       |
|          | Plantage                |       |
|          | Oostelijke Eilanden     |       |